# Mitsubishi Chemical Holdings
Mitsubishi Chemical Holdings Corporation (株式会社三菱ケミカルホールディングス, Kabushiki-gaisha Mitsubishi Kemikaru Hōrudingusu) (TSE : 4188), est une entreprise japonaise formée en octobre 2005 par la fusion de Mitsubishi Chemical Corporation et de Mitsubishi Pharma Corporation. 
Mitsubishi Chemical Holdings fait partie du conglomérat Mitsubishi et entre dans la composition du TOPIX 100.

## Historique
En 2014, Mitsubishi Chemical acquiert une participation majoritaire dans Taiyo Nippon Sanso, une entreprise japonaise spécialisée dans les gaz industriels pour 980 millions de dollars. En novembre 2016, Taiyo Nippon acquiert Supagas, une entreprise australienne de gaz industriel, pour environ 225 millions de dollars.
En novembre 2019, Mitsubishi Chemical annonce lancer une offre d'acquisition sur Mitsubishi Tanabe Pharma, qu'il détient à 56 %, pour acquérir les participations qu'il ne détient pas encore.